# ماوريسيو بينيا
ماوريسيو ريكاردو بينيا فيريرا (بالإسبانية: Mauricio Ricardo Pinilla Ferrera)‏ (مواليد 4 فبراير 1984 في سانتياغو) لاعب كرة قدم تشيلي دولي يجيد اللعب في خط الهجوم . يلعب حاليا لصالح نادي باليرمو الإيطالي من سنة 2010 .

## روابط خارجية
- ماوريسيو بينيا على موقع الاتحاد الدولي (مؤرشف)  (الإنجليزية)
- ماوريسيو بينيا على موقع الاتحاد الأوربي (الإنجليزية)
- ماوريسيو بينيا على موقع قاعدة بيانات كرة القدم.إي يو (الإنجليزية)
- ماوريسيو بينيا على موقع ناشيونال فوتبول تيمز (الإنجليزية)
- ماوريسيو بينيا على موقع Soccerbase.com (لاعب) (الإنجليزية)
- ماوريسيو بينيا على موقع Soccerway.com (الإنجليزية)
- ماوريسيو بينيا على موقع عالم كرة القدم.نت (الإنجليزية)
- ماوريسيو بينيا على موقع AS.com (الإسبانية)